# 真夏の方程式
『真夏の方程式』（まなつのほうていしき）は、東野圭吾の推理小説。ガリレオシリーズ第6弾、シリーズ3作目の長編である。

## 概要
2010年から文藝春秋の週刊誌『週刊文春』に連載され、2011年6月6日に文藝春秋より刊行された。2013年5月10日には文春文庫より文庫版が発売された。
2013年6月29日に、『ガリレオ』シリーズの劇場版第2作として映画化された。
美しい海を誇る町・玻璃ヶ浦で発見された男の変死体。当初単純な事故と思われたものが、やがて16年前のある事件との関係が浮かび上がってくる。
今作では「科学技術と環境保護」というテーマを織り交ぜ、科学者の湯川が環境保護活動家との対立を通し、どのような考え方を持っているのかを描いている。
また、今回は湯川がこれまで苦手としていた少年との交流が物語の軸になっているほか、湯川が警察（大学の同級生であり警視庁捜査一課での協力者草薙）よりも先に事件に遭遇することとなり、自らが進んで真相を究明していく様子が描かれていて、これまでのシリーズ作品とは異なる空気感を有している。

## あらすじ
夏休みのある日、両親の都合で1人、親戚が経営する旅館で過ごすことになった少年・恭平は、玻璃ヶ浦へ向かう電車の中で湯川と出会った。
湯川は海底鉱物資源開発の説明会にアドバイザーとして出席するため玻璃ヶ浦へ行く予定で、ある種の気まぐれから恭平の親戚の旅館に宿泊することにした。
そんな中、同じ旅館に泊まっていた客・塚原正次がその夜中に姿を消し、翌朝、海辺で変死体となって発見された。
県警は現場検証を行い、堤防からの誤った転落による事故死の可能性が高いと判断していた。
同じ頃、草薙は多々良管理官から直々に特命の捜査を依頼された。
玻璃ヶ浦の事件の被害者・塚原は元警視庁捜査一課所属の刑事であり、その死に疑問を抱いた多々良は、同じ旅館に湯川が宿泊していることを知り、草薙を連絡係として独自の捜査を命じ、草薙は内海とともに、湯川と連絡を取りながら捜査を進める。
捜査を進めるうちに、塚原は殺害された後、海岸に遺棄された可能性が高いと推測されていった。
果たして塚原は、何のために玻璃ヶ浦へ来たのか。
事件に遭遇した湯川は、「ある人物の人生が捻じ曲げられる」のを防ぐため、真相に挑んでいく。
鍵を握るのは、16年前に塚原が担当した元ホステス殺人事件。
そして、その裏には緑岩荘を営む川畑家が隠していた重大な秘密があった。

## 登場人物
湯川学、および捜査一課の登場人物についてはガリレオシリーズ#登場人物を参照

### 柄崎家
柄崎恭平（えざき きょうへい）
夏休みの間、忙しい両親から離れて親戚が経営する旅館で過ごすことになり、玻璃ヶ浦にやってきた小学5年生の男の子。電車の中で困っていたところを湯川に助けてもらったのがきっかけで、結果的に湯川を旅館に誘い込む形になった。宿題が捗らず、特に理科が苦手だったが、物理学者である湯川との出会いで少しずつ成長して行き、湯川のことを「博士」と呼ぶようになり、子どもが苦手な湯川もまた恭平とのふれあいで、その苦手意識を克服するような関係になる。
柄崎敬一
恭平の父親。
柄崎由里
恭平の母親。敬一と一緒にブティックを経営している。

### 緑岩荘・川畑家
川畑成実（かわはた なるみ）
環境活動家。30歳。美人で周りの男性から好意を持たれている。15年前に玻璃ヶ浦に引っ越してきてから、海の環境保護に力を入れるようになった。ホームページを運営して他の活動家と海を守る活動に参加しているが、母親でさえも「過激な活動家」だと思っている。物理学者の湯川とは考えが合わなくて対立する。湯川に言わせると、「不自然なほど痛々しくて、悲壮感さえ漂わせて」海を守るのには理由があった。
川畑重治（かわはた しげはる）
成実の父親。以前は東京に住んでいたが、父親の跡を継いで玻璃ヶ浦に引っ越してきて、旅館「緑岩荘」を経営している。太りすぎが原因で膝を悪くして、杖が手放せない。
川畑節子（かわはた せつこ）
成実の母親。柄崎敬一の姉にあたる。

### その他
西口剛（にしぐち つよし）
玻璃警察署の巡査。成実の高校時代の同級生で、川畑家が玻璃ヶ浦に引っ越して来て以降のことをよく知っている。今回の捜査で成実に近づいて好意を強めるが、成実が事件に関わっていないか心配している。
沢村元也
フリーライターで環境保護活動家。成実が作ったサイトで知り合って、意気投合し東京から玻璃ヶ浦に拠点を移し成実たちと共に活動する。環境保護活動に本腰を入れるために、成実と一緒に暮らしたいと思っていて、遠回しな言い方で成実に好意を示すが、彼女自身は乗り気ではない。
塚原正次（つかはら まさつぐ）
元警視庁捜査一課の刑事で、今回の事件の被害者。多々良管理官の先輩で恩人でもあった。現役時代には「名刑事」と呼ばれていた。16年前の元ホステス殺人事件では現場の最前線で捜査に尽力し仙波を逮捕している。
仙波英俊（せんば）
16年前に起きた元ホステス殺人事件の容疑者として塚原たちにより逮捕され、取り調べを受けた。その後、懲役八年の判決を受けて刑務所に入った。かつては玻璃ヶ浦にある東玻璃に妻と共に居住していたが、その妻には先立たれ、出所後の行方が掴めなくなっている。
三宅伸子（みやけ のぶこ）
元ホステス。16年前の殺人事件の被害者。当時の捜査では仙波英俊に殺されたとされていた。

## 書誌情報
- 単行本：2011年6月6日[1]、文藝春秋、ISBN 978-4-16-380580-1
- 文庫本：2013年5月10日[2]、文春文庫、ISBN 978-4-16-711015-4

## 映画
福山雅治主演のフジテレビのテレビドラマ『ガリレオ』の劇場版第2作。2013年6月29日公開。ガリレオシリーズの映画化は『容疑者Xの献身』以来5年ぶりとなる。2012年9月23日に静岡県でクランクイン。主人公・湯川の相棒である刑事は柴咲コウ演じる内海薫から、吉高由里子演じる岸谷美砂へ変更されたことが発表された。本作と連動して、2013年4月にフジテレビ系列にて『ガリレオの苦悩』から『禁断の魔術 ガリレオ8』までの原作を元にした、連続ドラマ第2シリーズも放送された。なお、制作順では本作制作後に連続ドラマ第2シリーズが制作されたが、時系列では第2シリーズの後に本作という順番である。
全国415スクリーンで公開され、2013年6月29、30日の初日2日間で興収4億6,499万2,250円、動員36万3,451人になり、映画観客動員ランキング（興行通信社調べ）で初登場第1位となった。累計興収33.1億円で2013年度の邦画実写第1位となった。

### キャスト
- 湯川学 - 福山雅治
- 岸谷美砂 - 吉高由里子
- 草薙俊平 - 北村一輝
- 川畑成実 - 杏（幼少期：豊嶋花、15年前：青木珠菜）
- 川畑重治 - 前田吟
- 川畑節子 - 風吹ジュン
- 仙波英俊 - 白竜
- 塚原正次 - 塩見三省
- 柄崎恭平 - 山﨑光
- 三宅伸子 - 西田尚美
- 柄崎敬一 - 田中哲司
- 多々良管理官 - 永島敏行
- 塚原早苗 - 根岸季衣
- 中川雅人 - 神保悟志
- 鵜飼継男 - 綾田俊樹
- 米山先生 - 筒井真理子
- 滝川恵理
- 田川可奈美

### スタッフ
- 原作 - 東野圭吾（「真夏の方程式」文藝春秋刊）
- 監督 - 西谷弘
- プロデューサー - 鈴木吉弘、稲葉直人、古郡真也、大澤恵
- 脚本 - 福田靖
- 音楽 - 菅野祐悟、福山雅治
- エンディングテーマ - 福山雅治「vs.2013 〜知覚と快楽の螺旋〜」
- 撮影 - 柳島克己
- 照明 - 鈴木康介
- 美術 - 清水剛
- 装飾 - 田口貴久
- 整音 - 瀬川徹夫
- 録音 - 藤丸和徳
- 編集 - 山本正明
- VFXディレクター - 山本雅之
- 選曲 - 藤村義孝
- 音響効果 - 大河原将
- 製作 - 亀山千広、畠中達郎、平尾隆弘
- 制作プロダクション - FILM
- 配給 - 東宝
- 製作 - フジテレビジョン、アミューズ、文藝春秋、FNS27社

### 撮影場所
高浜駅、西伊豆町（浮島海岸、五輪館ほか）

### 受賞
- 第37回日本アカデミー賞 話題賞作品部門[9][10]

### Blu-ray・DVD
- Blu-ray：スペシャル・エディション / スタンダード・エディション、発売日：2013年12月25日
- DVD：スペシャル・エディション / スタンダード・エディション、発売日：2013年12月25日

### テレビ放映
| 回数 | 放送日         | 放送時間      | 放送局     | 備考                                 |
| ---- | -------------- | ------------- | ---------- | ------------------------------------ |
| 1    | 2014年06月21日 | 21:00 - 23:35 | フジテレビ | 土曜プレミアム（25分拡大）、地上波初 |
| 2    | 2016年03月26日 | 21:00 - 23:40 | フジテレビ | 土曜プレミアム（30分拡大）           |